# Leclercera ocellata
Leclercera ocellata är en spindelart som beskrevs av Christa L. Deeleman-Reinhold 1995. Leclercera ocellata ingår i släktet Leclercera och familjen Ochyroceratidae. Inga underarter finns listade i Catalogue of Life.